# Ctenognophos fuscobrunnea
Ctenognophos fuscobrunnea är en fjärilsart som beskrevs av W. Warren 1896. Ctenognophos fuscobrunnea ingår i släktet Ctenognophos och familjen mätare. Inga underarter finns listade i Catalogue of Life.